# Řád budování socialistické vlasti
Řád budování socialistické vlasti byl nejvyšší československý státní řád zřízený roku 1953, předchůdce Řádu Klementa Gottwalda. Řád byl založen nařízením vlády z 3. února č. 14/1953 Sb., jeho udílení bylo ukončeno po vydání nového nařízení č. 5/1955 Sb. o Řádu Klementa Gottwalda, kde bylo nově ustanoveno: „Nejvyšší řád Československé republiky ponese jméno Klementa Gottwalda. Název řádu "Řád budování socialistické vlasti" se mění na "Řád Klementa Gottwalda – za budování socialistické vlasti".“ Nový řád využíval původního nařízení (podle tamějších stanov nařízení platilo v nezměněné podobě souběžně s nařízením z roku 1955 až do roku 1990), měl také stejnou matriku.
Insignie řádu byly obdobné jako u Řádu Klementa Gottwalda, pouze na medaili vsazené doprostřed hvězdy byl český dvouocasý lev (stužka byla zcela totožná). Protože se jednalo o nejvyšší řád vytvořený s nejvyšší uměleckou zručností (podle návrhu Otakara Španiela) a zároveň byl udělen v letech 1953 a 1954 pouze šestkrát, patří k velkým faleristickým (sběratelským, ovšem nejen) vzácnostem. Veřejnost se s ním mohla setkat pouze na výstavě Řády a vyznamenání prezidentů republiky na Pražském hradě v roce 2000, případně odborná veřejnost na 3. mezinárodní faleristické konferenci Slovenské faleristické společnosti v Brně v říjnu 2013.

## Nositelé
Srv. též Seznam nositelů Řádu Klementa Gottwalda.
- Klement Gottwald, prezident, podle zákona (všem prezidentům republiky náležela všechna státní vyznamenání automaticky), datum udělení neuvedeno
- Zdeněk Nejedlý, uděleno 7. února 1953
- Antonín Zápotocký, prezident, podle zákona (dle dokumentů Archivu Kanceláře prezidenta republiky proběhlo předání řádů A. Zápotockému dne 27. dubna 1953)
- Gustav Kliment, in memoriam, datum udělení neuvedeno
- Antonín Novotný, udělen 10. prosince 1954
- Antonín Zápotocký, udělen 19. prosince 1954 (tedy podruhé)[2]